# 施安迪
施安迪（英語：Andreas Stier，1952年—），德國鋼琴家、漢堡音樂與戲劇學院音樂系教授、YouTuber，常被稱作「安迪老師」（德語：Lehrer Andi）。

## 生平
曾在1975年到臺灣，先後就讀國立臺灣師範大學中文系及輔仁大學新竹華語學院，並與臺籍妻子結婚，經常往返臺德二地。
1983年開始在漢堡音樂與戲劇學院擔任鋼琴教授至今。曾長期擔任德國青少年音樂比賽的評審。全球傑出華人藝術家協會舉辦之2021年第8屆全球杰出少年演奏家选拔赛評審。
2020年建立 Youtube 頻道「安迪老師 Teacher Andy」，以流利的中文解說並示範古典鋼琴曲，希望能在嚴肅的藝術追求之外，傳達音樂輕鬆的一面。第一支影片講解貝多芬的〈給愛麗絲〉。

## 外部連結
- YouTube上的「安迪老師 TeacherAndy」頻道
- 「安迪老師 TeacherAndy」的哔哩哔哩个人空间
- 「安迪老師 Teacher Andy」的Facebook專頁
- 「施安迪/安迪老師」的Instagram帳戶